# 1944 ve filmu

## Nejvýdělečnější filmy roku
| Pořadí | Název                | Země | Tržba (v dolarech) |
| ------ | -------------------- | ---- | ------------------ |
| 1.     | Going My Way         | USA  | 6 500 000          |
| 2.     | Meet Me in St. Louis | USA  | 5 132 000          |
| 3.     | Since You Went Away  | USA  | 4 924 800          |

## Seznam českých filmů
| Premiéra           | Název                    | Režisér                     | Žánr                |
| ------------------ | ------------------------ | --------------------------- | ------------------- |
| 14. ledna 1944     | Mlhy na blatech          | František Čáp               | drama               |
| 25. února 1944     | U pěti veverek           | Miroslav Cikán              | komedie             |
| 17. března 1944    | Skalní plemeno           | Ladislav Brom               | drama               |
| 25. srpna 1944     | Kluci na řece            | Václav Krška, Jiří Slavíček | poetický, komedie   |
| 15. září 1944      | Neviděli jste Bobíka?    | Vladimír Slavínský          | komedie             |
| 6. října 1944      | Počestné paní pardubické | Martin Frič                 | komedie, historický |
| 27. října 1944     | Děvčica z Beskyd         | František Čáp               | drama               |
| 17. listopadu 1944 | Jarní píseň              | Rudolf Hrušínský            | romantický, drama   |
| 22. prosince 1944  | Paklíč                   | Miroslav Cikán              | komedie, krimi      |

## Zahraniční filmy
- Jezinky a bezinky (režie: Frank Capra)
- Frankensteinův hrad (režie: Erle C. Kenton)
- Modelka (režie: Charles Vidor)
- Christmas Holiday (režie: Robert Siodmak)
- Jdi za chlapci (režie: A. Edward Sutherland)
- Kismet (režie: William Dieterle)
- Nic než osamělé srdce (režie: Clifford Odets)
- Dobrodružství Marka Twaina (režie: Irving Rapper)
- Bluebeard (režie: Edgar G. Ulmer)
- Buffalo Bill (režie: William A. Wellman)
- Stalo se zítra (režie: René Clair)

## Narození
- 23. ledna – Rutger Hauer, americký herec († 19. července 2019)
- 14. února – Alan Parker, britský režisér, scenárista a producent († 31. července 2020)
- 22. února – Jonathan Demme, americký režisér, scenárista a producent († 26. dubna 2017)
- 29. února – Dennis Farina, americký herec († 22. července 2013)
- 2. března – Pavol Mikulík, slovenský herec († 27. listopadu 2007)
- 18. března – Jiří Klem, český herec
- 26. března – Diana Rossová, americká zpěvačka a herečka
- 12. dubna – Ľubomír Roman, slovenský herec a politik († 13. března 2022)
- 18. dubna – Jana Synková, česká herečka
- 30. dubna – Jill Clayburgh, americká zpěvačka a herečka († 5. listopadu 2010)
- 7. května – Vladimír Drha, český režisér († 21. června 2017)
- 14. května – George Lucas, americký režisér, scenárista a producent
- 26. července – Stanislav Štepka, slovenský herec
- 31. července – Geraldine Chaplinová, americká herečka
- 7. srpna – John Glover, americký herec
- 9. srpna – Sam Elliott, americký herec
- 21. srpna – Peter Weir, australský režisér, scenárista a producent
- 11. září – Carmen Mayerová, česká herečka
- 13. září – Jacqueline Bisset, anglická herečka
- 25. září – Michael Douglas, americký herec a producent
- 17. října – Jana Altmannová, česká herečka († 30. října 2021)
- 28. října – Marián Labuda, slovenský herec († 5. ledna 2018)
- 12. listopadu – Jiří Pecha, český herec († 28. února 2019)
- 17. listopadu – Danny DeVito, americký herec, producent a režisér
- 18. listopadu – Helena Štáchová, česká režisérka a scenáristka († 22. března 2017)

## Úmrtí
- 21. října – Richard Bennett, americký herec
- 13. prosince – Lupe Vélezová, americká herečka
- 20. prosince – Harry Langdon, americký herec, scenárista, režisér a producent

## Filmové debuty
- Lauren Bacallová
- Angela Lansburyová
- Gregory Peck
- Jean Simmonsová